# Barbara Teufel
Barbara Teufel (* 18. September 1961 in Neuhausen ob Eck) ist eine deutsche Filmregisseurin und Drehbuchautorin, die in Berlin lebt und arbeitet.

## Werdegang
Von 1985 bis 1989 studierte Barbara Teufel Rhetorik und Empirische Kulturwissenschaft an der Eberhard Karls Universität Tübingen. 1989 nahm sie ihr Filmstudium an der Deutschen Film- und Fernsehakademie Berlin (dffb) auf und studierte ab 1992 an der renommierten Pariser Filmhochschule La fémis Filmregie.
1994 kam sie vom Auslandsstudium zurück nach Berlin und machte 1995 ihren Abschluss an der Deutschen Film- und Fernsehakademie Berlin.
Seit 1995 arbeitet sie als freie Regisseurin und Autorin. Ihre Filme finden auf internationalen Festivals Beachtung z. B. auf den Internationalen Filmfestspielen Berlin, in Seoul, San Francisco, Los Angeles, New York, Toronto, Paris, Rom, Turin, Barcelona, Bilbao und in anderen Ländern. Von 2004 bis 2005 arbeitete sie als Dozentin an der Deutschen Film- und Fernsehakademie Berlin und nahm 2007 einen Vertrag als künstlerisch-wissenschaftliche Mitarbeiterin für Spielfilm an der Kunsthochschule für Medien Köln an. Im Jahr 2015 lehrte sie dort als Professorin für Spielfilmregie.
Barbara Teufel ist im neu gewählten Vorstand von ProQuote Regie.

## Filmografie (Auswahl)
- 1991: Daß etwas kommt, muss etwas geh’n (Regie)
- 1995: Männer in Öl (Drehbuch, Schnitt)
- 1996: Stroh zu Gold (Regie, Drehbuch)
- 2003: Die Ritterinnen (Regie, Drehbuch, Schnitt)[3][4]
- 2006: Alles Lüge – Auf der Suche nach Rio Reiser[5]

## Auszeichnungen
Barbara Teufel hat für ihre Filme mehrere Preise erhalten:
- Spezialpreis der Jury Biennale Paris für Männer in Öl
- Hauptpreis beim Internationalen Filmfestival Bilbao in der Kategorie „Bester Film“ und „Beste Regie“, mehrere Publikumspreise für Die Ritterinnen